# Ulrich Breymann
Ulrich Breymann (* 1949) ist ein deutscher Informatiker, Hochschulprofessor und Autor.

## Leben
Ulrich Breymann lehrte Informatik an der Hochschule Bremen. Er arbeitete am ersten C++-Standard mit und ist Autor zu den Themen C++, STL und Java ME. Seine Lehrgebiete sind Didaktik und Programmiermethodik. Vor seiner Lehrtätigkeit war er als Systemanalytiker und Projektleiter in der Industrie und der Raumfahrttechnik tätig.

## Werke
- Software Engineering im Unterricht der Hochschulen, 1995, ISBN 978-3519026853
- Komponenten entwerfen mit der C++ STL, 1998, ISBN 978-3827314741
- Die C++ Standard Template Library, 1996, ISBN 978-3827310675
- Designing Components with the C++ STL: A New Approach to Programming, 1999, ISBN 978-0201674880
- C++: Einführung und professionelle Programmierung, sechste Auflage, 2001, ISBN 978-3446217232
- Java ME: Anwendungsentwicklung für Handys, PDA und Co. von Ulrich Breymann , 2008, ISBN 978-3446413764
- Der C++-Programmierer: C++ lernen – professionell anwenden – Lösungen nutzen, vierte überarbeitete Auflage, 2015, ISBN 978-3446443464